# اتو هانگشمیت
اتو هانگشمیت (آلمانی: Otto Hönigschmid زاده ۱۳ مارس ۱۸۷۸ در هورویتز – درگذشته ۱۴ اکتبر ۱۹۴۵ در مونیخ) شیمیدان چکی-اتریشی بود.